# Helga Knapp
Pour les articles homonymes, voir Knapp.
Helga Knapp est une ancienne skieuse alpine paralympique autrichienne. Elle a représenté l'Autriche en ski alpin paralympique aux Jeux paralympiques d'hiver de 1988 à Innsbruck et de 1992 à Albertville. Lors de ces compétitions, elle a remporté deux médailles: une d'or et une de bronze.

## Carrière

### Jeux paralympiques 1988
Aux Jeux paralympiques d'hiver de 1988 à Innsbruck, en Autriche, Helga Knapp manque le podium: elle est 4e au slalom spécial en 1 min 41 s 65. Elle finit 6e en descente avec un temps de 1 min 31 s 62. Elle se classe 9e au slalom géant (avec un temps de 2 min 17s 46). Toutes les courses se sont déroulées dans la catégorie LW2.

### Jeux paralympiques 1992
Quatre ans plus tard, aux Jeux paralympiques d'hiver de 1992 à Albertville, Knapp remporte la médaille d'or dans le slalom spécial LW2 avec un temps de 1 min 24 s 49 (l'argent est pour Nadine Laurent avec 1 min 25 s 90 et le bronze revient à Roni Sasaki avec 1 min 26 s 05). Par ailleurs, Knapp obtient la médaille de bronze en super-G LW2 (devant elle, se trouvaient Roni Sasaki, médaillée d'or et Sarah Billmeier, médaillée d'argent). Lors de la descente, elle se classe 4e, derrière les skieuses Sarah Billmeier, Cathy Gentile-Patti et Roni Sasaki.

## Palmarès

### Jeux paralympiques
2 médailles: 
- 1 médaille d'or (slalom spécial LW2 à Albertville 1992)
- 1 médaille de bronze (super-géant LW2 à Albertville 1992)